# 로레나 앤드리아
로레나 앤드리아(영어: Lorena Andrea, 1994년 4월 12일 ~ )는 잉글랜드의 배우이다.